# Đông Xương
Đông Xương (chữ Hán giản thể:东昌区) là một quận thuộc địa cấp thị Thông Hóa, tỉnh Cát Lâm, Cộng hòa Nhân dân Trung Hoa. Quận này có diện tích 383 km², dân số 310.000 người. Mã số bưu chính là 134001. Về mặt hành chính, quận này được chia thành 7 nhai đạo, 1 trấn, 2 hương.
- Nhai đạo: Quang Minh, Dân chủ, Đông Xương, Long Tuyền, Tân Trạm, Long Trạm, Đoàn Kết.
- Trấn: Kim Xưởng.
- Hương: Giang Đông, Hoàn Thông.